# Ludwigsvorstadt-Isarvorstadt
Ludwigsvorstadt-Isarvorstadt è uno dei distretti in cui è suddivisa la città di Monaco di Baviera, in Germania. Viene identificato col numero 2.

## Geografia fisica
Il distretto si trova nella parte sud-ovest del centro della città.

### Suddivisione
Il distretto è suddiviso amministrativamente in 8 quartieri (Bezirksteile):
1. Gärtnerplatzviertel
2. Deutsches Museum
3. Glockenbachviertel
4. Dreimühlen
5. Am alten südlichen Friedhof
6. Am Schlachthof
7. Ludwigsvorstadt-Kliniken
8. St. Paul